# Хагдаев, Валентин Владимирович
Валенти́н Влади́мирович Хагда́ев (27 марта 1959, в деревня Тонта, Ольхонский район, Иркутская область) — ольхонский шаман-боо.

## Биография
Родился 27 марта 1959 года в деревне Тонта Ольхонского района Иркутской области. Происходит из племени булагатских бурят, рода Буян, подрода Хагдаишуул, ветви Баргайтан. Этот род насчитывает 19 поколений шаманов. Имеет от рождения, так называемую, шаманскую метку — раздвоенный большой палец (лишнюю фалангу на правой руке).
Верховному шаману Ольхона ставят в заслугу победу Димы Билана на «Евровидении», знаменитая топ-модель Наталья Водянова вместе с мужем английским лордом Джастином Портманом специально посетила Хагдаева, чтобы он помолился за рождение третьего ребёнка, известные гимнастки Ирина Чащина и Алина Кабаева приглашали шамана в Грецию для проведения обряда, бывший главный энергетик страны Анатолий Чубайс в знак своего расположения подарил ему квадроцикл.
Шаман проводит обряды-обереги, предсказывает будущее и лечит людей. Знает историю, предания, традиции и ритуалы родного края. У Валентина Хагдаева много последователей не только в России, но и за её пределами. Одна из учениц Валентина Хагдаева — известная шаманка (национальности сувар) Русалина Селентай.
Проживает в центре Ольхонского района Иркутской области — в поселке Еланцы.

## Деятельность
Проводит традиционные обряды и ритуалы, лекции и беседы по истории, культуре бурят-монголов, экскурсии по шаманским местам. Лечит методами народной медицины и предсказывает по книге монгольской астрологии «Зурхай». В миру шаман пишет научные работы, сочиняет стихи, ездит по всему свету с лекциями.

## Публикации
- Хагдаев В. В. Шаманизм и мировые религии: монография. — Иркутск, 1998